# بنيامين زيغرست
بنيامين كيفن زيغرست (بالألمانية: Benjamin Kevin "Benji" Siegrist) وهو لاعب كرة قدم في مركز حراسة المرمى ولد في يوم 31 يناير 1992 في مدينة بازل في سويسرا، يلعب حالياً مع نادي أستون فيلا وسبق له اللعب مع نادي بازل ونادي بورتون ألبيون ونادي كامبريدج يونايتد ولعب مع منتخب سويسرا لكرة القدم تحت 21 سنة.

## روابط خارجية
- بنيامين زيغرست على موقع الاتحاد الدولي (مؤرشف)  (الإنجليزية)
- بنيامين زيغرست على موقع قاعدة بيانات كرة القدم.إي يو (الإنجليزية)
- بنيامين زيغرست على موقع Soccerbase.com (لاعب) (الإنجليزية)
- بنيامين زيغرست على موقع Soccerway.com (الإنجليزية)
- بنيامين زيغرست على موقع عالم كرة القدم.نت (الإنجليزية)
- بنيامين زيغرست على موقع أوليمبيديا (الإنجليزية)
- بنيامين زيغرست على موقع AS.com (الإسبانية)